# David Bergelson
David (o Dovid) Bergelson (דוד בערגעלסאָן) (12 d'agost 1884 - 12 d'agost de 1952) fou un escriptor jueu en llengua ídix. Nascut a Ucraïna, va viure durant un temps a Berlín. Va tornar a la Unió Soviètica amb l'arribada al poder de Hitler a Alemanya. Juntament amb altres intel·lectuals jueus va ser afusellat durant la campanya antisemita de Stalin contra els "cosmopolites sense arrels".

## Biografia
Nascut al shtetl ucraïnès d'Okhrimovo (també conegut com a Okhrimovka), es va donar a conèixer com a escriptor en els inicis de la fallida Revolució russa del 1905. D'origen hassídic, però havent rebut educació tant religiosa com secular, la seva escriptura recorda Anton Txèkhov: històries de «joves molt secularitzats i frustrats (...), intel·lectuals inútils (...)», frustrats per la vida provinciana pròpia del shtetl. Tot i que en un inici escrivia en hebreu i rus, només va aconseguir l'èxit quan va canviar al seu ídix nadiu; el seu primer llibre d'èxit va ser Arum Vokzal, una novel·la curta, publicada per ell mateix el 1909 a Varsòvia.
El 1917 va fundar l'avantguardista Jidishe Kultur Lige (Lliga Cultural Ídix) a Kíiv. A la primavera del 1921 es va traslladar a Berlín, on fixaria la seva residència durant els anys de la República de Weimar, tot i que va viatjar àmpliament per Europa i que va visitar els Estats Units el 1929-30, on va estar en ciutats com Filadèlfia, Chicago o Nova York. D'acord amb J. Hoberman, era «el més conegut (i sens dubte el més ben pagat) dels escriptors russos en ídix de la dècada de 1920». Fins a mitjans d'aquesta dècada va escriure per al diari en ídix The Forward, amb seu a Nova York.
El seu assaig del 1926 Three Centers, expressava la creença que la Unió Soviètica (on la llengua i la literatura ídix rebien llavors suport oficial) havia superat el l'assimilació cultural dels Estats Units i a la retardada Polònia com el futur gran focus de la literatura ídix. Va començar a escriure per a la premsa comunista ídix de Nova York (Morgen Freiheit) i de Moscou (Ema), i es va traslladar a la Unió Soviètica el 1933, aproximadament en l'època en què els nazis van arribar al poder a Alemanya.
Va quedar gratament impressionat amb l'Óblast Autònom Hebreu de Birobidjan, i va participar en el Comitè Jueu Antifeixista durant la Segona Guerra Mundial. No obstant això, com molts altres escriptors jueus, es va convertir en un objectiu de la campanya antisemita contra els "cosmopolites sense arrels". Detingut el gener de 1949, va ser jutjat en secret i executat per un escamot d'afusellament en els fets coneguts com la Nit dels Poetes Assassinats durant el 12 i 13 d'agost de 1952. Després de la mort de Stalin, va ser rehabilitat a títol pòstum el 1955 i el 1961 es van publicar les seves obres completes a la Unió Soviètica.
L'únic fill de Bergelson, Lev, va ser un eminent bioquímic soviètic que també va lluitar com a capità de l'Exèrcit Soviètic durant la II Guerra Mundial. El professor Lev Bergelson va emigrar a Israel el 1991 amb la seva dona Noemí, on van morir el 2014.

## Obres
La següent és una llista parcial de les obres de Bergelson amb indicació de les traduccions al castellà; fins al moment no s'ha traduït cap obra seva al català:
- Arum Vokzal (1909) - Alrededor de la estación, Ed. Circulo de Escritores (2014)
- Departing (1913)
- Nokh Alemen - Al final de todo, Xordica Editorial (2015)[5]
- Divine Justice (1925)
- Three Centers (1926)
- Storm Days (1928)
- Baym Dnieper (1932)
- Materialn (1934)
- The Jewish Autonomous Region (pamflet publicat per l'Editorial de Llengües Estrangeres, Moscou)
- Naye Dertseylungen (1947)